# Dùn (eiland)
Dùn of Dun is een van de eilanden van Saint Kilda, ten zuidoosten van het hoofdeiland Hiort.
Dùn was vroeger door een landengte met Hiort verbonden maar is door erosie van het hoofdeiland afgescheiden. Er ligt nu een zeestraat, Caolas an Dùin, van enkele tientallen meter breed tussen beide eilanden. Dùn is in vergelijking met de andere Sint-Kildaanse eilanden erg laag; het is er nergens hoger dan 178 m. Het is een langgerekt eiland, dat zich van noordwest naar zuidoost over anderhalve kilometer uitstrekt. Ten zuiden van Dùn ligt het rotsje Hamalan. Tweeënhalve kilometer ten oostzuidoosten van Dùn ligt het kleinste eiland van Sint-Kilda, Leibhinis, dat in wezen een 62 meter hoge rots is die door zeevogels wordt bevolkt.
Zoals het geheel van Saint Kilda wordt Dùn door de National Trust for Scotland beheerd en is het erkend als Werelderfgoed.